# Mangehøje (Jelling)
 Mangehøje  er en to sporet omfartsvej der går nord om Jelling. Vejen er en del af sekundærrute 442 der går imellem Give og Vejle.
Den er med til at lede trafikken der skal mod Give eller Vejle uden om Jelling, så byen ikke bliver belastet af for meget trafik.
Vejen forbinder Herningvej i vest med Vejlevej i øst, og har forbindelse til Tørringvej, og ender i Vejlevej.